# Dee Williams
Dee Williams (Dallas, 24 giugno 1977) è un'attrice pornografica statunitense.

## Biografia
Nata e cresciuta a Dallas, dopo essersi laureata in matematica, a 25 anni iniziò a lavorare come modella fetish e praticare BDSM.

## Carriera
Dee Williams entrò nel mondo del porno nel 2004, inizialmente con scene di feticismo. Negli anni successivi girò delle scene con Evil Angel, Naughty America, Kink.com, Brazzers, New Sensations, Private e Girlfriends Films.
Nel 2017, ricevette la sua prima nomination AVN, alla migliore migliore scena di sesso con sole ragazze per Whipped Ass 17 con Mistress Kara, Mona Wales e Daisy Ducati.

## Riconoscimenti
- AVN Awards
  - 2017 - Candidatura a Best All-Girl Sex Scene per Whipped Ass 17 (con Daisy Ducati e Mona Wales)
  - 2020 - Candidatura a Best Non-Sex Performance per Teenage Lesbian
  - 2020 - Candidatura a Hottest MILF (premio dei fan)
  - 2021 - Candidatura a Hottest MILF (premio dei fan)
  - 2021 - Candidatura a MILF Performer of the Year
  - 2022 - Candidatura a MILF Performer of the Year
  - 2023 - Candidatura a Best Transgender Group Sex Scene per Physical: Nurses' Retreat
  - 2023 - Candidatura a MILF Performer of the Year
- Fleshbot Awards
  - 2020 - Candidatura a Best Breasts
- NightMoves Award
  - 2021 - Candidatura a Best MILF Performer
- Spank Bank Awards
  - 2015 - Candidatura a Life Sized Human Hand Puppet (Best Fistee)
  - 2016 - Candidatura a Life Sized Human Hand Puppet (Best Fistee)
  - 2018 - Candidatura a Fetish Virtuoso of the Year
  - 2018 - Candidatura a Sovereign Dom of the Year
  - 2019 - Candidatura a Mistress of the Strap On
  - 2019 - Candidatura a Puppeteer of the Year (Best Hands/Fister)
  - 2019 - Candidatura a Sovereign Dom of the Year
  - 2019 - Candidatura a Three Kielbasas in a Corridor (Triple Anal Pundit)
  - 2020 - Candidatura a ATM Machine
  - 2020 - Candidatura a ATOGM Girl of the Year
  - 2020 - Candidatura a Cuckold Queen of the Year
  - 2020 - Candidatura a Fetish Virtuoso of the Year
  - 2020 - Candidatura a Indestructible Butthole Superstar
  - 2020 - Candidatura a Mistress of the Strap On
  - 2020 - Candidatura a Most Comprehensive Utilization of All Orifices
  - 2020 - Candidatura a Most Underrated Smut Siren
  - 2020 - Candidatura a Most Voluptuous Vixen
  - 2020 - Candidatura a Puppeteer of the Year (Best Hands/Fister)
  - 2020 - Rough Sex Specialist
  - 2020 - Candidatura a Sovereign Dom of the Year
  - 2020 - Candidatura a The Dirtiest Player in the Game
  - 2020 - Candidatura a Three Kielbasas in a Corridor (Triple Anal Performer of the Year)
- Spank Bank Technical Awards
  - 2019 - Fucking Daredevil
  - 2020 - Most Impressive Cape Collection
- Transgender Erotica Awards Show
  - 2020 - Candidatura a Best Girl-Girl Scene per Physical
  - 2020 - Candidatura a Best Non-TS Female Performer
  - 2021 - Candidatura a Best Non-TS Performer (Female)
- XBIZ Awards
  - 2020 - Candidatura a MILF Performer of the Year
  - 2022 - Candidatura a MILF Performer of the Year
- XRCO Awards
  - 2020 - Candidatura a MILF of the Year
  - 2021 - Candidatura a MILF of the Year